# Raab (släkt)
Raab är en uråldrig tysk adlig släkt som förde tre korpar i vapnet. 

## Historik
Den tidigaste med säkerhet belagda medlemmen av släkten i Sverige är löjtnanten och drabanten Axel Raab (1620–1692). Enligt Elgenstiernas "Den introducerade svenska adelns ättartavlor" var han son till ryttmästaren Hans Raab, som stupade i slaget vid Lützen 6 november 1632, och Beata Drake af Intorp (död 1632), dotter till ståthållaren av Skaraborg Axel Drake af Intorp och hans hustru Elisabeth Larsdotter, som var dotter till ärkebiskop Laurentius Petri Gothus.
Axel Raabs äldste son, officeren Carl Raab, naturaliserades såsom svensk adelsman 1719 (adliga ätten nr 1586); den adliga grenen utslocknade dock 1871 med Carl Axel Raab. Adam Johan Raab, landshövding i Kronobergs län, upphöjdes 1771 i friherrligt stånd på nummer 286. Denna gren är fortlevande. Från släkten kom bland andra socialpolitikern Gustaf Raab (1844–1914) som var en av de pådrivande bakom förslaget om folkpensionen, främst genom sina skrifter, samt polismästaren i Uppsala vid slutet av 1800-talet, Edvard Raab (1841–1901).